# Levi García
Levi García (Santa Flora, 20 november 1997) is een Trinidadiaans voetballer die bij voorkeur als aanvaller speelt. Hij verruilde medio 2020 Beitar Jeruzalem voor AEK Athene. García maakte in maart 2016 zijn debuut in het voetbalelftal van Trinidad en Tobago.

## Clubcarrière

### Trinidad en Tobago
García werd geboren in Santa Flora in de regio Siparia en begon met voetballen bij T&TEC Sports Club. Van 2013 tot 2014 speelde hij afwisselend voor Siparia Spurs en zijn schoolteam Shiva Boys Hindu College alvorens hij in juni 2014 bij Central FC aan de slag ging.
García stroomde bij Central FC door naar de eerste selectie maar kwam nooit tot een debuut in het eerste elftal. In september 2015 werd hij "ontdekt" door de Nederlandse zaakwaarnemer Humphry Nijman spelend met Trinidad en Tobago onder 20. In eerste instantie gaf Central FC geen toestemming aan Nijman om Garcia mee te nemen voor een proefperiode in Nederland, maar na onderhandelingen met de club werd het alsnog goed gekeurd.

### AZ
Op 20 februari 2015 maakte AZ de overstap via de officiële kanalen bekend. García tekent een tot medio 2018 lopend contract bij de Alkmaarders. Hij was echter pas vanaf 20 november − als hij de leeftijd van 18 jaar heeft bereikt − speelgerechtigd voor de club. Dankzij een vakantievergunning kon de Trinidadiaanse aanvaller echter al een paar keer drie weken meetrainen met AZ.
García zat voor het eerst bij de wedstrijdselectie van AZ op 16 januari 2016 voor de wedstrijd tegen Roda JC Kerkrade, maar bleef de hele wedstrijd op de bank. Een week later zat hij tegen Feyenoord opnieuw bij de selectie en mocht hij van trainer John van den Brom 22 minuten voor tijd als vervanger van Dabney dos Santos zijn debuut maken in de Eredivisie. Hij werd met zijn 18 jaar en 65 dagen de jongste debutant uit Trinidad en Tobago ooit op de Europese velden. Hij troef hiermee het record van de toenmalige Aston Villa aanvaller Dwight Yorke af. Op 30 januari 2016 scoorde García zijn eerste doelpunt in de Eredivisie. Dat was als invaller in de wedstrijd tegen N.E.C. in Nijmegen. Op 12 maart stond hij voor het eerst in de basis, in een gewonnen wedstrijd in Tilburg bij Willem II.

### Israël
Hij maakte het seizoen 2017/18 op huurbasis af bij SBV Excelsior. Hierna liep zijn contract bij AZ af en ging hij in Israël voor Hapoel Ironi Kiryat Shmona spelen. Een jaar later maakte hij de overstap naar Beitar Jeruzalem waarmee hij de Toto Cup 2019/20 won.

### AEK Athene
Medio 2020 werd hij gecontracteerd door AEK Athene.

## Clubstatistieken
| Seizoen         | Club                       | Competitie      | Competitie | Competitie | Beker | Beker | Internationaal | Internationaal | Overig | Overig | Totaal | Totaal |
| Seizoen         | Club                       | Competitie      | Wed.       | Dlp.       | Wed.  | Dlp.  | Wed.           | Dlp.           | Wed.   | Dlp.   | Wed.   | Dlp.   |
| --------------- | -------------------------- | --------------- | ---------- | ---------- | ----- | ----- | -------------- | -------------- | ------ | ------ | ------ | ------ |
| 2015/16         | AZ                         | Eredivisie      | 8          | 1          | 1     | 0     | 0              | 0              | —      | —      | 9      | 1      |
| 2016/17         | AZ                         | Eredivisie      | 18         | 1          | 2     | 0     | 8              | 1              | —      | —      | 28     | 2      |
| 2017/18         | AZ                         | Eredivisie      | 4          | 0          | 2     | 1     | —              | —              | —      | —      | 6      | 1      |
| 2017/18         | → Excelsior                | Eredivisie      | 15         | 1          | 0     | 0     | —              | —              | —      | —      | 15     | 1      |
| 2018/19         | Hapoel Ironi Kiryat Shmona | Ligat ha'Al     | 20         | 3          | 2     | 0     | —              | —              | —      | —      | 22     | 3      |
| 2019/20         | Beitar Jerusalem           | Ligat ha'Al     | 30         | 5          | 3     | 1     | -              | -              | -      | -      | 33     | 6      |
| 2020/21         | AEK Athene                 | Super League    | 26         | 5          | 5     | 1     | 4              | 0              | -      | -      | 35     | 6      |
| 2021/22         | AEK Athene                 | Super League    | 0          | 0          | 0     | 0     | 1              | 0              | -      | -      | 1      | 0      |
| Carrière totaal | Carrière totaal            | Carrière totaal | 121        | 16         | 15    | 3     | 13             | 1              | 0      | 0      | 149    | 20     |